# Malacoceros ciliatus
Malacoceros ciliatus är en ringmaskart som först beskrevs av Wilhelm Moritz Keferstein 1862.  Malacoceros ciliatus ingår i släktet Malacoceros och familjen Spionidae. Inga underarter finns listade i Catalogue of Life.